# ITF feminino de Cáli
O ITF feminino de Cáli – ou Circuito Celsia, na última edição – foi um torneio de tênis profissional feminino, de categoria ITF US$ 10.000.
Realizado em Cáli, no sudoeste da Colômbia, estreou em 2001 e durou sete edições. Os jogos eram disputados em quadras de saibro durante o mês de agosto.

## Histórico
A primeira edição se isolou em 2001, antecedendo sete anos de hiato.
O retorno em 2008 aconteceu incluído na Copa Bionaire, que teve a primeira disputa em Bogotá, no ano anterior. Foi assim até o final desse evento, em 2012. As duas últimas edições nesse nível, em 2011 e 2012, tiveram a maior premiação de todas, distribuindo US$ 100.000. A Bionaire ainda ganharia fôlego, em Cáli, quando foi promovida ao novo circuito intermediário feminino, no WTA Challenger de Cáli, mas durou somente em 2013.
Após mais um hiato, Cáli apareceu no Circuito Celsia, que rodava em várias cidades colombianas nos dois gêneros. No entanto, foi a única participação.
Em 2019, a ITF programou um W100 no local, sob nome de Copa Oster, mas acabou cancelado.

## Finais

### Simples
| Ano                                     | Campeã              | Vice-campeã          | Resultado     |
| --------------------------------------- | ------------------- | -------------------- | ------------- |
| 2016                                    | Harmony Tan         | Sofya Zhuk           | 6–2, 6–4      |
| Torneio não realizado entre 2015 e 2013 |                     |                      |               |
| 2012                                    | Alexandra Dulgheru  | Mandy Minella        | 6–3, 1–6, 6–3 |
| 2011                                    | Irina-Camelia Begu  | Laura Pous Tió       | 6–3, 7–61     |
| 2010                                    | Polona Hercog       | Mariana Duque Mariño | 6–4, 5–7, 6–2 |
| 2009                                    | Anastasiya Yakimova | Rossana de los Ríos  | 6–3, 6–0      |
| 2008                                    | Mathilde Johansson  | Ekaterina Shulaeva   | 3–6, 6–0, 6–1 |
| Torneio não realizado entre 2007 e 2002 |                     |                      |               |
| 2001                                    | Sabrina Eisenberg   | Letícia Sobral       | 7–65, 6–4     |

### Duplas
| Ano                                     | Campeãs                                | Vice-campeãs                           | Resultado         |
| --------------------------------------- | -------------------------------------- | -------------------------------------- | ----------------- |
| 2016                                    | Fernanda Brito Camila Giangreco Campiz | Emily Appleton Naomi Totka             | 6–1, 6–4          |
| Torneio não realizado entre 2015 e 2013 |                                        |                                        |                   |
| 2012                                    | Karin Knapp Mandy Minella              | Alexandra Cadanțu Raluca Olaru         | 6–4, 6–3          |
| 2011                                    | Irina-Camelia Begu Elena Bogdan        | Ekaterina Ivanova Kathrin Wörle        | 2–6, 7–66, [11–9] |
| 2010                                    | Edina Gallovits Polona Hercog          | Estrella Cabeza Candela Laura Pous Tió | 3–6, 6–3, [10–8]  |
| 2009                                    | Betina Jozami Arantxa Parra Santonja   | Frederica Piedade Anastasiya Yakimova  | 6–3, 6–1          |
| 2008                                    | Mailen Auroux Estefania Craciún        | Melanie Klaffner Ksenia Milevskaya     | 6–1, 6–4          |
| Torneio não realizado entre 2007 e 2002 |                                        |                                        |                   |
| 2001                                    | Maria Fernanda Alves Livia Azzi        | Mariana Correa Romy Farah              | 7–5, 6–1          |